# 語り継ぐこと
「語り継ぐこと」（かたりつぐこと）は、元ちとせの6枚目のシングル。2005年11月23日発売。発売元はエピックレコードジャパン。

## 解説
- 前作から約2年3か月のブランクを経て発売された。
- MBS・TBS系『BLOOD+』エンディングテーマ。
- 『JNN九州・沖縄ドキュメント ムーブ』メインテーマ。
- TBS・JNN系全国ネット『報道特集NEXT2008“いのち”』エンディングテーマ。
- MBS『ロケみつ ザ・ワールド』2012年10月度エンディングテーマ。

## 収録曲
1. 語り継ぐこと
作詞：HUSSY_R、作曲：田鹿祐一、編曲：常田真太郎
2. 月を盗む
作詞・作曲・編曲：上田現
3. HAPPINESS IS A WARM GUN
作詞・作曲：Paul McCartney・John Lennon、編曲：間宮工

## 演奏
語り継ぐこと
- 常田真太郎 (スキマスイッチ)：Piano, Other Instruments, Treatments, Produce
- 矢野博康：Drums
- 金森佳朗：Bass
- 佐橋佳幸：Acoustic Guitar, Banjo
- 三沢またろう：Percussion
- 山本拓夫：Flute, Alto Flute
- 金原千恵子ストリングス：Strings

月を盗む
- 上田現：Acoustic Guitar, Piano, Programming, Produce
- 杉野寿之：Drums
- 石川具幸：Bass
- 佐久間順平、中田理奈：Violin
- 向島ゆり子：Viola
- 中田英一郎：Cello

HAPPINESS IS A WARM GUN
- 沼澤尚：Drums
- 間宮工：Bass, Acoustic Guitar, Piano, Programming, Produce

## 収録アルバム
語り継ぐこと
- ハナダイロ
- 語り継ぐこと
- Anime×Music Collaboration 39 '02-'07(コンピレーションアルバム)

月を盗む
※アルバム未収録
HAPPINESS IS A WARM GUN
- Occident

## カバー
語り継ぐこと
- 松浦亜弥 - 2010年発売のアルバム『Click you Link me』に収録。
- 沼倉愛美 - 2011年発売のアルバム『THE IDOLM@STER STATION!!! THIRD TRAVEL WANTED』に収録。